# Mustafa Sayegh
Mustafa Sayegh (født 1985 i Libanon) er en dansk eks-muslim, debattør, foredragsholder, forfatter, musiker, malermester og stifter af Foreningen Frafalden (stiftet i 2020). Mustafa er også kendt som "Musse" og har tidligere brugt kunstnernavnet "Derkeren", som er en sammenskrivning af ordene "dansker" og "perker".
Mustafa blev født i 1985 i Libanon og kom til Danmark som spæd sammen med sine forældre. Som barn boede han i Ribe, men flyttede som teenager til Skovparken i Kolding der har været på den såkaldte ghettoliste. I dag bor han i et rækkehus i Kolding.
Mustafa er, eller har desuden været, rapper/sanger og sangskriver, ansat på Ungdomsskolen i Kolding, frivillig ved værestedet SPACE for tidligere og nuværende anbragte unge og formand for skolebestyrelsen på Munkevængets Skole i Kolding.[kilde mangler]
Han stillede op til kommunalvalget 2017 i Kolding Kommune for Venstre. Under valgkampen kritiserede han Nye Borgerlige for ville fratage udlændinge i Danmark valgretten ved kommunal- og regionsrådvalg. I 2021 var han medlem af Nye Borgerlige.
I 2020 boede Sayegh i Kolding sammen med en kæreste og deres fælles barn. Han har desuden et barn fra et tidligere ægteskab. Han er libanesisk statsborger. I 2018 var han tæt på at søge dansk statsborgerskab, men fortrød det.

## Offentlig debat
Mustafa bidrager til forskellige aviser og andre nyhedsmedier, og deltager ofte i medierne med kommentarer, læserbreve, artikler, debatindlæg og interviews, især i forbindelse med stiftelsen af Foreningen Frafalden for eks-muslimer i Danmark.

## Bogen FRI
I marts 2020 udgav han bogen "FRI" via forlaget Mellemgaard. Fortællingen er baseret på Mustafas egen historie, og handler om at vokse op som muslim, men slet ikke føle sig fri i en religion fuld af regler.

## Foreningen Frafalden
Den 22. august 2020 stiftede Mustafa Sayegh den første forening for eks-muslimer i Danmark, "Foreningen Frafalden".
Foreningen arbejder for at skabe fællesskab og netværk for eks-muslimer i Danmark. Den danske forening har kontakt til andre lignende foreninger i verden, heriblandt et tæt samspil med den norske forening "Ex-Muslims Of Norway".[kilde mangler]